# Imago Camera

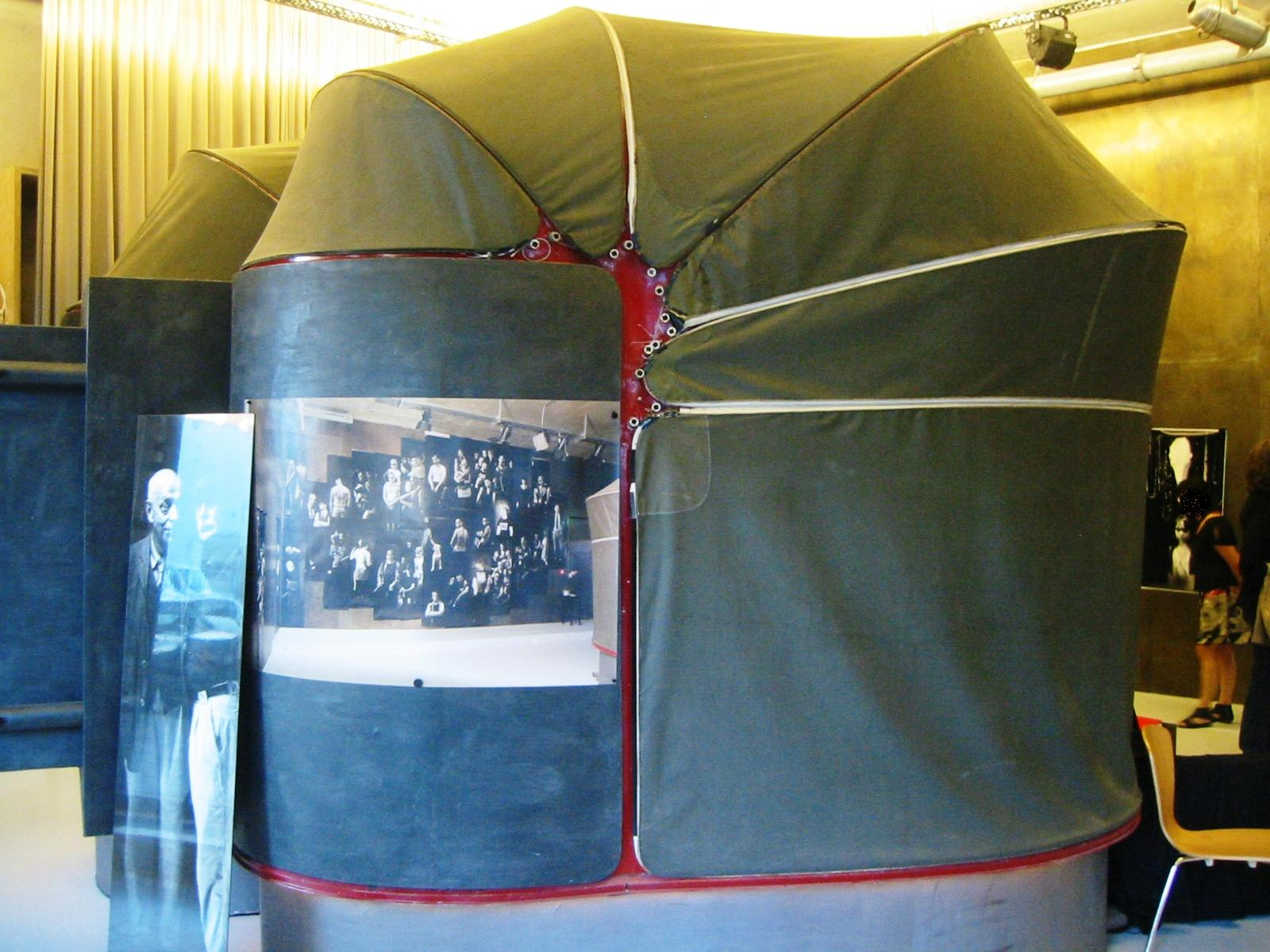
Imago Camera

IMAGO ist eine weltweit einzigartige, begehbare und analoge Großformatkamera. Auf einem Direkt-Positiv-Papier werden auf 62 × 200 cm großen Fotopapieren mittels Direktbelichtung lebensgroße Ganzkörper-Selbstporträts von Menschen erstellt. Da bei dem Prozess kein Negativ entsteht, ist jedes Bild ein Unikat und kann nicht ohne Qualitätsverlust reproduziert werden. Die Bilder werden als „Imagogramm“ bezeichnet. Die ursprünglich einzige existierende Kamera wurde in den 1970er Jahren vom deutschen Physiker Werner Kraus und dem Künstler Erhard Hößle erfunden und gebaut. Die IMAGO Camera basiert auf einem optischen System, das von Werner Kraus für wissenschaftliche Zwecke erfunden wurde. Die Kamera befand sich von 1978 bis 2006 eingelagert im Museum, bis sie von der Tochter des Erfinders, der Künstlerin Susanna Kraus, wiederentdeckt und wieder aufgebaut wurde.

## Geschichte
Ende der 60er Jahre wurde der Physiker Werner Kraus beauftragt, den Verbrennungszyklus des Daimler-Benz-Wankelmotors fotografisch zu dokumentieren. Zu diesem Zweck erfand er ein photo-optisches System, das Bilder im Maßstab 1 : 1 aufzeichnete. Später baute Kraus zusammen mit dem Künstler und Bildhauer Erhard Hößle die IMAGO Camera. Die Kamera und ihre Fotografien, lebensgroße Selbstporträts, wurden während der Fluxus-Bewegung in München ausgestellt. Sie war mehrere Jahre in Betrieb, wurde jedoch 1978 eingelagert, da die Produktion des für ihr Funktionieren wesentlichen Fotopapiers eingestellt wurde. Sie wurde später im Archiv der Pinakothek der Moderne in München aufbewahrt.

## Restaurierung
2005 wurden die von der Kamera in den 70er Jahren aufgenommenen Fotos von Werner Kraus’ Tochter Susanna Kraus wiederentdeckt, was ihr Interesse an IMAGO erneuerte und sie dazu veranlasste, die Kamera wieder aufzubauen.  Im folgenden Jahr suchte Susanna Kraus nach einem Hersteller für das benötigte Fotopapier. Als sie 2006 die ILFORD Schweiz überzeugte, die Produktion des Direktpositiv-Papiers wieder zu beginnen, erklärte sich der Leiter der Neuen Sammlung der Pinakothek der Moderne, Florian Hufnagl, bereit, die Kamera aus dem Archiv freizugeben und an die Tochter des Erfinders zurückzugeben. Ende 2006 fand in Wien die erste Ausstellung der mit der restaurierten IMAGO-Camera gemachten Fotos und der Kamera selbst statt. Nach mehreren Jahren des Reisens und der Ausstellungen ist die Kamera seit 2011 einem neuen Fotostudio beheimatet, das Susanna Kraus im Aufbau Haus am Moritzplatz in Berlin-Kreuzberg gegründet hatte. Seitdem ist sie an diesem Standort in Betrieb.

## Eigenschaften
IMAGO ist eine Großformatkamera, die 6,85 × 3,9 × 3,55 Meter misst. Sie ist dazu gedacht, in ihrem Inneren analoge Selbstporträts von Menschen in Originalgröße aufzunehmen. Die Kamera verfügt über ein spezielles optisches System mit einer extrem hohen Brennweite, mit der Bilder im 1:1-Maßstab aufgenommen werden können, ohne zu verzerren. Die Kamera verfügt über eine eigens entwickelte Blitzanlage, die ein Licht mit einer hohen Intensität bereitstellt, das für die Erzeugung großer Bilder mit Direktbelichtung auf Papier erforderlich ist, da Papier erheblich weniger lichtempfindlich ist als Film. Die Kamera erzeugt Schwarzweiß-Portraits im Format 62 × 200 cm auf IMAGO und Harman Direct Positive Paper. In der Kamera kann man sich in einem speziellen Spiegel, der gleichzeitig zur Überprüfung der eigenen Vorstellung dient, seitenrichtig betrachten. Der Zeitpunkt der Aufnahme wird von der Person selbst bestimmt, indem sie einen Auslöser betätigt.

## IMAGO-Fotopapier
IMAGO Camera verwendet Silbergelatine-Direktpositiv-Fotopapier, das in Zusammenarbeit mit ILFORD Schweiz und HARMAN Technology speziell für IMAGO entwickelt wurde. Es ist für die direkte Belichtung konzipiert und reagiert, sobald ein Bild darauf belichtet wird. Das belichtete Papier wird in einem konventionellen Schwarzweiß-Prozess entwickelt, der ca. zehn Minuten dauert. Danach ist das Foto fertig. Die so entstandenen Bilder zeichnen sich durch einen hohen Kontrast aus und zeigen eine breite Palette von Tonwerten.

## Weiterentwicklungen
Im Jahr 2014 wurde die IMAGO-Technologie weiter entwickelt und in einem neuen Design präsentiert. Die von Jakob Kraus gebaute neue Aluminiumkamera heißt IMAGO Photour und wurde für den mobilen Einsatz konzipiert. In einem 40-Fuß-Container transportiert, kann sie innerhalb von zwei Tagen an einem neuen Standort wieder zusammengebaut werden. Die ersten Ziele der neuen Kamera waren Rotterdam und Shanghai, wo 2014 bis 2016 die ersten IMAGO Photour-Ausstellungen stattfanden.

## Besondere Persönlichkeiten, die ein IMAGOgramm gemacht haben
Nick Cave, Robert Wilson, Eva Mattes, Jonathan Meese, Anton Corbijn, Mike Leigh, François Ozon, Barbara Sukowa, Ernst Fuchs, Donata und Wim Wenders, Tim Raue, Angela Winkler, Maria Schrader, F. C. Gundlach.

## Ausgewählte Ausstellungen
- 2006 Europäischer Monat der Fotografie in Wien. Erste Ausstellung von IMAGO nach 30 Jahren. Titiel: Wiener Analysten in der Black Box
- 2007 User – Century of the Consumer, ZKM in Karlsruhe, Kurator: Peter Weibel
- 2011 The Punks of Kreuzberg, Europäischer Monat der Fotografie Berlin, IMAGO Galerie Moritzplatz, Berlin
- 2013 IMAGOGRAPHIE, Eröffnung der temporären Kunstgalerie „Schaustelle“, Pinakothek der Moderne, München
- 2014 IMAGO-Nation, IMAGO Galerie Moritzplatz, Berlin (Gastausstellung Annegret Kohlmayer)
- 2014 Gesichter von Rotterdam, DE Rotterdam, Weltpremiere der IMAGO Photour Camera
- 2015 Deutschlandpremiere der IMAGO Photour Camera, Gallery Weekend, zehnjähriges Jubiläum der Spinnerei Galerien Leipzig
- 2015/16 Blackout, Ausstellung in Zusammenarbeit mit Memorieslab Ltd, Shanghai, China
- 2016 TOUCHED – Handwerkskunst in der zeitgenössischen Fotografie. Gruppenausstellung, kuratiert von Anton Corbijn, Unseen Photo Festival, Amsterdam, Niederlande
- 2016 Selbstporträts der 1970er Jahre, Europäischer Monat der Fotografie Berlin, IMAGO Galerie Moritzplatz, Berlin
- 2017 Rendezvous Berlin, Einzelausstellung, Berliner Sparkasse – Firmen-Center Charlottenburg, Berlin
- 2018 Where are all the flowers gone, Galerie Alexander Ochs, Gruppenausstellung[15]
- 2018 Die eigene Haut als Spiegel des Ego, ein Porträtzyklus aus der Berliner Tattooszene. Europäischer Monat der Fotografie Berlin, IMAGO Galerie Moritzplatz, Berlin[16]